# 北约快速反应警报
北约快速反应警报（英語：Quick Reaction Alert）是北大西洋公约组织成员空军进行的空中警戒战备。成员空军轮流在指定空域执行空中战备巡逻飞行任务。